# Gmina Sveti Juraj na Bregu
Gmina Sveti Juraj na Bregu (chorw. Općina Sveti Juraj na Bregu) – gmina w Chorwacji, w żupanii medzimurskiej. W 2011 roku liczyła  5090 mieszkańców.